# Les Luthiers hacen muchas gracias de nada
Les Luthiers hacen muchas gracias de nada (ciclo del Mastropiereum Argentino) es un espectáculo del grupo humorístico de instrumentos informales Les Luthiers. Se estrenó el jueves, 22 de julio de 1976 en Teatro Odeón (Buenos Aires, Argentina) y su última representación fue el domingo, 30 de noviembre de 1979 en Teatro de la Ciudad (México DF, México). El título es un juego de palabras entre "hacer gracia" y "dar gracias", de ahí el "de nada".

## Créditos y elenco

### Les Luthiers
- Ernesto Acher
- Carlos López Puccio
- Jorge Maronna
- Marcos Mundstock
- Carlos Núñez Cortés
- Daniel Rabinovich

### Luthier de Les Luthiers
- Carlos Iraldi

### Mánager Asociado
- Chiche Aisenberg

### Asistente general
- Rubén Scarone

### Asistentes
- Marcelo Guerberof
- Oscar Rodríguez

### Sonido
- Carlos Faruolo
- Eduardo Guedes

### Asesoramiento coreográfico
- Esther Ferrando

### Iluminación y montaje de escenario
- Ernesto Diz

### Colaborador creativo
- Roberto Fontanarrosa

### Textos, música y arreglos
- Les Luthiers

## Instrumentos estrenados
- Antenor, en la obra "Trío Opus. 115"

## Programa
- La campana suonera (Rock lento para campana y orquesta)
- El rey enamorado (Fragmento de drama)
- Sinfonía interrumpida (Música de radioteatro)
- La tanda (Música para televisión)
- Canción para moverse (Canción infantil en 12 movimientos)
- La gallina dijo eureka (Canción infantil)
- Trío opus 115 (Trío para Latín, Cellato y Piano)
- Cartas de color (Comedia musical)[1]

### Fuera de programa
- Pieza en forma de tango (Tango op. 11) (Tango)

Nota: En la Ciudad de México, en la gira de 1980, al programa se le agregó la obra "Kathy, la reina del saloon".

## Grabación
La grabación se realizó el viernes, 24 de octubre de 1980 en Teatro Coliseo (Buenos Aires, Argentina).

### Información del DVD
El DVD permite el acceso directo a escenas y subtítulos en español, inglés, francés, italiano y portugués. La imagen es de color y su duración es de 110 min.